# Kaptenens dotter
Kaptenens dotter (ryska: Капитанская дочка Kapitanskaja dotjka) är en roman från 1836 av den ryske författaren Aleksandr Pusjkin. Handlingen utspelar sig 1773-1774 under Pugatjovupproret. Den följer en officer som placeras i Orenburg där han hamnar i ett triangeldrama med sin kaptens dotter och en officerskollega.
Kaptenens dotter trycktes i tidskriften Sovremennik och var den enda prosaroman som Pusjkin helt färdigställde. Den är förlaga till en opera och flera filmer.

## Tillkomst
Aleksandr Pusjkin skrev Kaptenens dotter parallellt med en facklitterär skildring av Jemeljan Pugatjov och Pugatjovupproret med titeln Istorija Pugatjova. En viktig inspirationskälla var Walter Scotts romaner, i synnerhet Waverley. Det var Pusjkins enda fullbordade prosaroman.

## Utgivning
Romanen trycktes ursprungligen 1836 i tidskriften Sovremennik. Den gavs ut på svenska 1841 i översättning av Otto Adolf Meurman. En nyöversättning av Hjalmar Dahl gavs ut 1954.

## Bearbetningar
År 1911 premiärvisades en opera av César Cui som bygger på romanen och har samma titel. Boken är förlaga till flera filmer, bland annat Kosackernas uppror från 1958 i regi av Alberto Lattuada.